# Alberto de' Zancari
Alberto de' Zancari, detto anche Alberto da Bologna, o Bertuccio (in latino Albertus de Zanchariis o de Zancariis o de Zancaris; Bologna, ... – Bologna, ...; fl. XIV secolo), è stato un anatomista italiano.
Nacque tra 1278 e 1280, da Galvano de' Zancari e da Beatrice di Jacopo Faffi; anche il nonno paterno Alberto ed il fratello Enoch erano medici.
È citato negli atti del Tribunale di Bologna in relazione a 4 suoi studenti (tra cui Jacopo da Piacenza) accusati nel 1319 di aver riesumato un cadavere per la ricerca medica: le deposizioni dei testimoni mostrano che le dissezioni anatomiche venivano praticate a Bologna già pochi anni dopo la pubblicazione dell'Anothomia di Mondino de' Liuzzi. Del processo non ci è giunta la sentenza, probabilmente senza condanne.
A volte viene considerato allievo di Mondino de' Liuzzi, confuso con Niccolò Bertuccio a causa del diminutivo Bertuccius, ma più probabilmente fu allievo di Antonio Pelacani. Secondo alcune fonti si laureò in Medicina nel 1326, secondo altre prima del 1310 in quanto viene definito doctor nel contratto di nozze con Egidia di Fabiano Malpigli; praticò la medicina a Ravenna e Bologna e fu rinomato lettore di Medicina presso l'Università di Bologna fino al 1347.
Nel 1326 fu testimone del testamento di Mondino de' Liuzzi, con il collega Bertuccio.
Gli scritti di Zancari si trovano in diverse versioni manoscritte, conservate anche nella Biblioteca Vaticana, e comprendono commenti su Galeno ed il Consilium ad Calcolum, che tratta della calcolosi renale: le sue regole terapeutiche sono riassunte in 74 righe e riguardano sia i calcoli acuti che quelli quiescenti nonché la loro prevenzione. Le cure prescritte non differiscono da quelle di uso generale all'epoca, né vengono introdotti nuovi concetti. Il più celebre testo è il Libellus de cautelis medicorum habendis, tra i primi trattati sulla deontologia medica.
Zancari possedeva almeno tre case: una sita nella cappella di San Donato, una nella cappella di San Martino dei Caccianemici Piccoli, una nella cappella di Santa Tecla di Porta Nova; possedeva inoltre due appezzamenti di terra a Quarto Inferiore ed uno nella guardia civitatis oltre le mura di Sant'Isaia.
Dal testamento, redatto il 15 agosto 1348 in piena epidemia di peste nera, si evincono i nomi dei quattro figli Francesco, Fabiano, Ipolineo e Galvano e delle quattro figlie Zanna, Beatrice, Bartolomea e Margherita; Zancari chiese di essere sepolto presso la basilica di San Domenico a Bologna. Non è nota la data precisa della morte, avvenuta comunque tra il 16 agosto 1348 e il 1349.

## Nella cultura popolare
Nella novella 10 della I giornata del Decameron di Boccaccio, il personaggio di Alberto da Bologna probabilmente è ispirato a Zancari, che infatti era sposato con una donna di nome Margherita; Boccaccio lo descrive come "un grandissimo medico e di chiara fama quasi a tutto 'l mondo", all'epoca dei fatti vecchio di circa settant'anni "e forse ancora vive".